# 祈禱的聖母
《祈禱的聖母》（The Virgin in Prayer）是義大利藝術家喬瓦尼·巴蒂斯塔·薩爾維·達·薩索費拉托創作的一幅油畫，創作於約1640-1650年，目前收藏於國家美術館，尺寸為73x58公分（29 x 23吋）。這幅畫作與真人大小相同，描繪了聖母瑪利亞祈禱的場景。

## 背景
16世紀，羅馬天主教會的改革者提倡一種更個人化的敬拜方式，以促進個人的沉思。到了17世紀，聖母獨自祈禱成為宗教繪畫的常見主題。薩索費拉托的工作室裡有十幾幅這類聖母畫像的複製品。《祈禱的聖母》這幅作品深受早期藝術家拉斐爾和佩魯吉諾的影響。在這幅畫中，薩索費拉托更多地受到拉斐爾的啟發，後者的畫作以色彩艷麗優雅的長袍和雕塑般的面部特徵為特色。
薩索費拉托的另一幅作品《擁抱的聖母子》也展現了拉斐爾的影響，這幅畫的焦點是聖母的兒子。這兩幅畫作都在19世紀中期被英國國家美術館收藏，當時薩索費拉托的作品在倫敦藝術界重新引起了人們的興趣，拉斐爾的作品也受到了人們的關注。